# Joan Rius i Vila
Joan Rius i Vila (Igualada, 7 de març de 1912 - Vilanova i la Geltrú, 20 de gener de 1986) va ser mestre, llibreter i erudit local.
Als nou anys comença estudiar al convent dels frares caputxins; en sortí als dinou anys. Amplià estudis a Barcelona. Del 1930 al 1940 residí a l'Hospitalet de Llobregat, on tingué una participació intensa en els moviments socials i culturals de la Generalitat de Catalunya. El mateix any hi fou regidor de Cultura de l'Ajuntament.
El 1941 anà a Vilanova i treballà com a mestre –en una semiclandestinitat a causa de la repressió política els primers anys– a l'acadèmia que dirigia Pelegrí Escarrà. El 1945 obrí una petita llibreria de vell, que més tard amplià amb llibres nous, a la rambla de la Pau, núm. 2, en la qual no solament venia llibres, o ho intentava, sinó que en feia un veritable proselitisme. La llibreria fou el centre d'una tertúlia regular de lletraferits, d'artistes i de persones amb inquietud cultural que ell contribuí a fomentar i a aplegar al seu entorn. També participà activament a la tertúlia cultural del Foment Vilanoví.
Promogué l'activitat editorial local. El 1949 va editar el primer llibre d'Albert Virella, Vilanova i la Geltrú. Imatges de la ciutat i de la comarca, que, alhora, és el primer llibre publicat en català a Vilanova després de 1939. Publicà, entre d'altres, la segona edició de la història de Vilanova del pare Garí, realitzada de forma gairebé artesana per Ricard Vives i Sabaté. El 1951 fou un dels fundadors del Centre d'Estudis de la Biblioteca Museu Balaguer, on desenvolupà una tasca molt personal a la secció de bibliografia. Recollí fitxes bibliogràfiques de tots els llibres relacionats amb Vilanova, ja sigui pel tema, per l'autor o pel peu d'impremta. Aquest treball ha estat publicat parcialment. Fou un estudiós de la família Cabanyes, tema sobre el qual publicà nombrosos articles. Part d'aquest treball de recerca és el llibre La vida i l'obra de Manuel de Cabanyes a través de la seva bibliografia, publicat parcialement al Butlletí de la Biblioteca Museu Víctor Balaguer i publicat com llibre pòstumament per l'esmentat Centre d'Estudis (1986).
El 1957 entrà com a professor de batxillerat al col·legi Samà de l'Escola Pia; des de la seva fundació el 1964, també ho fou del col·legi Sant Bonaventura dels franciscans, i més tard dels de les concepcionistes i de la Providència; en aquests centres donà classes d'història i de literatura a molts nois i noies de Vilanova, que recorden amb afecte el seu mestratge. Col·laborà amb assiduïtat a la premsa local. Des del febrer de 1971, la col·laboració fou regular amb una pàgina setmanal en català sota el títol de Miscel·lània vilanovina. És indiscutiblement una figura cabdal de la cultura vilanovina des de 1940 fins a la seva mort el 1986.
La Biblioteca de Catalunya conté un fascicle manuscrit de correspondència de 1955 al 1980 entre Rius i el bibliotecari Jordi Rubió i Balaguer (1887-1982).
Obres destacades
- La vida i l'obra de Manuel de Cabanyes a través de la seva bibliografia (1986; pòstum)
- Deu anys crucials a l'Hospitalet de Llobregat 1930-1940 (2010, pòstum)[5]